# Clube Desportivo Primeiro de Agosto (basket-ball)
Le Clube Desportivo Primeiro de Agosto est un club angolais de basket-ball.

## Palmarès
International
- Coupe d'Afrique des Champions
  - Champion (9) : 2002, 2004, 2007, 2008, 2009, 2010, 2012, 2013, 2019
  - Vice-champion (3) : 1987, 2006, 2011

National
- Champion d'Angola (19) : 1981, 1983, 1985, 1986, 1987, 1988, 1991, 2000, 2001, 2002, 2003, 2004, 2005, 2008, 2009, 2010, 2013, 2010, 2013, 2016, 2018
- Vainqueur de la Coupe d'Angola (14) : 1985, 1986, 1987, 1988, 1992, 1995, 2002, 2003, 2005, 2006 , 2008 , 2009 , 2012, 2018
- Vainqueur de la Supercoupe d'Angola (12) : 2001, 2002, 2003, 2004, 2005, 2007, 2008, 2009, 2010, 2011, 2013, 2014

## Entraîneurs successifs
- Victorino Cunha
- Antonio Sofrimento
- Victorino Cunha
- Mario Palma
- Jaime Covilha

## Joueurs célèbres ou marquants
- Olímpio Cipriano
- Armando Costa
- Antonio Eduardo Da Silva
- Miguel Lutonda
- Eduardo Mingas
- Ndongo N'Diaye